# CARAC4
CARAC4, anciennement TV Suisse Plus, anciennement Booster TV est une chaîne de télévision privée suisse romande, détenue par Media One Group, un groupe média actif principalement en région lémanique (cantons de Genève et de Vaud). 

## Historique de la chaîne
Booster TV est lancée le 10 novembre 2017. Cette chaîne est créée uniquement afin de poursuivre la diffusion du programme de voyance «Les clés de l'avenir» dont la société de production est en litige financier avec la chaîne TVM3. Booster TV est la propriété de Milk & Honey Media Group AG basée à Altendorf dans le canton de Schwytz et dont le capital est de 100 000 CHF Elle devient le pendant romand d'une chaîne au programme similaire à destination de la Suisse alémanique, Channel 55, plus tard connue sous le nom de Helvetia One TV.
Le 1er octobre 2020, la chaîne change de propriétaire et devient la propriété de CompactMedia SA basé à Steinhausen dans le canton de Zoug. Son capital reste inchangé (100 000 CHF). Son nom est changé pour TV Suisse Plus qui diffuse principalement de la voyance et du téléachat en journée.
En septembre 2022, Media One Group reprend la chaîne et modifie la grille en y programmant notamment des magazines (Comme une envie de jardin avec Jamy Gourmaud, le magazine Game On sur le esport suisse, Salut les Kids! pour les enfants, Be to B en partenariat avec l'Agefi, Design Touch ou encore l'émission culinaire Spatules) ainsi que des films et téléfilms dès 21h00 et ce, chaque jour.
En septembre 2023, TV Suisse Plus devient CARAC4 et l'habillage TV est assuré par l'agence romande twks. La chaîne reste visible sur les mêmes canaux et un nouveau site web (carac.tv) est créé pour regarder le live et les replays. Le changement de nom vise principalement à différencier Rouge FM de Rouge TV, One FM de One TV et LFM de LFM TV.

## Financement
Les programmes sont entièrement financés par la publicité.

## Diffusion
La chaîne est diffusée sur le câble en analogique (UPC Cablecom). Elle est également diffusée via Swisscom TV et sur internet en streaming sur son site ainsi que sur les offres de Salt, naxoo, Zattoo, ou encore MyCanal Suisse.

## Programmes
La chaîne diffuse du télé-achat et l'émission de voyance «Les Clefs de l'Avenir» ainsi que les magazines déjà diffusés sur TV Suisse Plus. La chaîne diffuse également des téléfilms ou des films en deuxième partie de soirée.

## Identité visuelle

Ancien logo de Booster TV
Ancien logo de TV Suisse Plus
Logo de CARAC4 depuis 2023